# Hydrolithon cruciatum
Hydrolithon cruciatum (Bressan) Y.M. Chamberlain 1994  é o nome botânico  de uma espécie de algas vermelhas pluricelulares do gênero Hydrolithon, família Corallinaceae, subfamília Mastophoroideae.
- São algas marinhas encontradas na Europa, Golfo Pérsico, Austrália e Ilhas Canárias.

## Sinonímia
- Fosliella cruciata   Bressan, 1977